# Moskytiéra

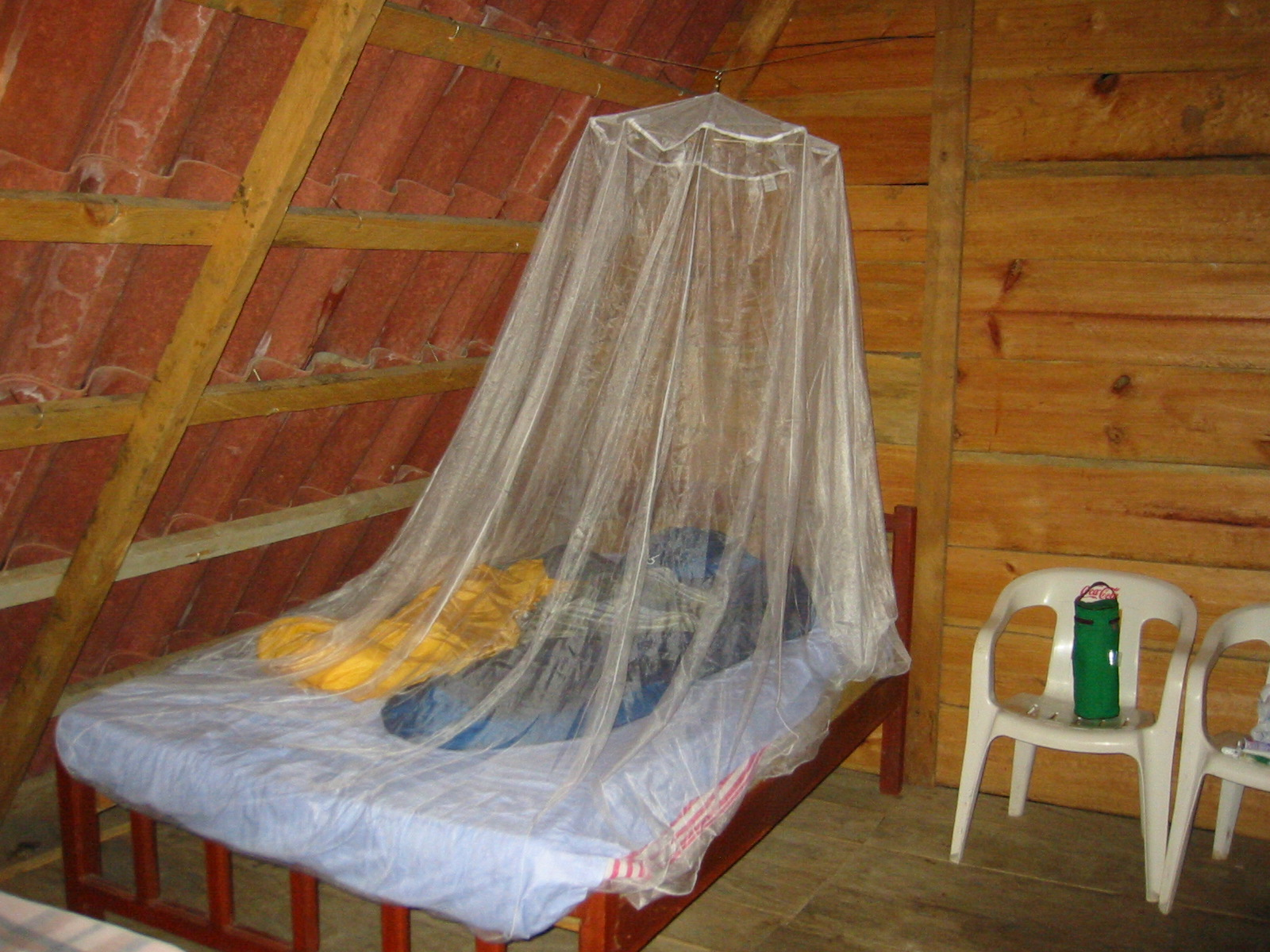
Moskytiéra pověšená nad postelí

Moskytiéra je vzdušná textilie, která se používá k ochraně před komáry a jiným hmyzem. Moskytiéra bývá průhledná nebo průsvitná. Mechanickým způsobem brání pronikání hmyzu. Je častým doplňkem lůžek v jižních zemích, kde je mnoho hmyzu.